# Stadthaus Friedrichstadt

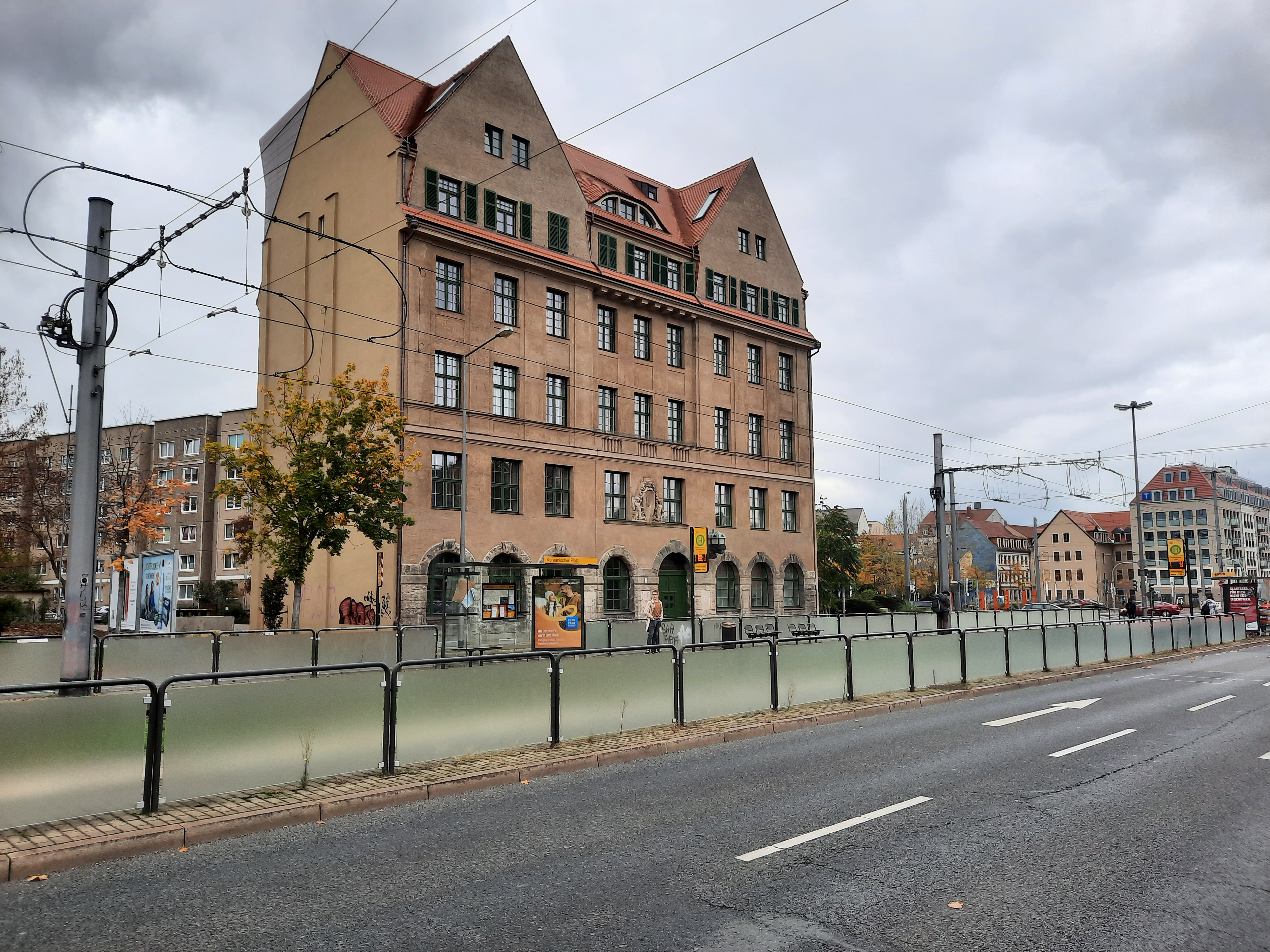
Das sanierte Stadthaus Friedrichstadt, 2023

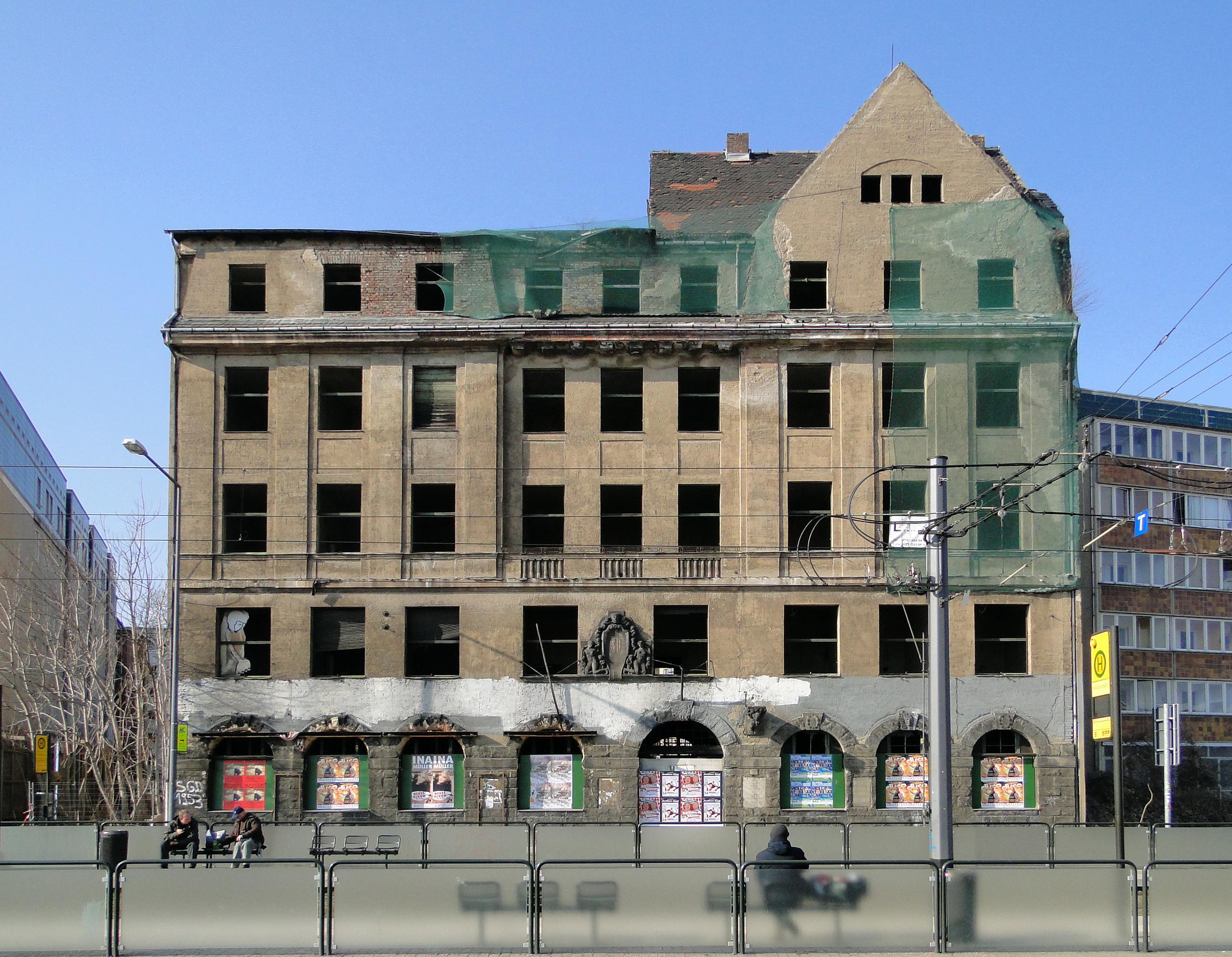
Zustand vor der Sanierung, 2011

Das Stadthaus Friedrichstadt ist ein 1908 fertiggestelltes städtisches Verwaltungs- und Wohngebäude in Dresden. Das an der Löbtauer Straße 2, zwischen Schäferstraße und Berliner Straße, gelegene Gebäude steht unter Denkmalschutz. Architekt war Hans Erlwein.

## Planung
Das Gebäude wurde am Standort der im Jahr 1900 abgerissenen städtischen Schäferei errichtet und sollte die örtliche Bezirksverwaltung für die Friedrichstadt aufnehmen. Die Planung und Ausführung erfolgte durch das städtische Hochbauamt unter Leitung von Hans Erlwein. Der Beschluss zum Bau des Stadthauses war allerdings schon 1904, also ein Jahr vor Erlweins Amtsübernahme, gefällt worden.

## Beschreibung

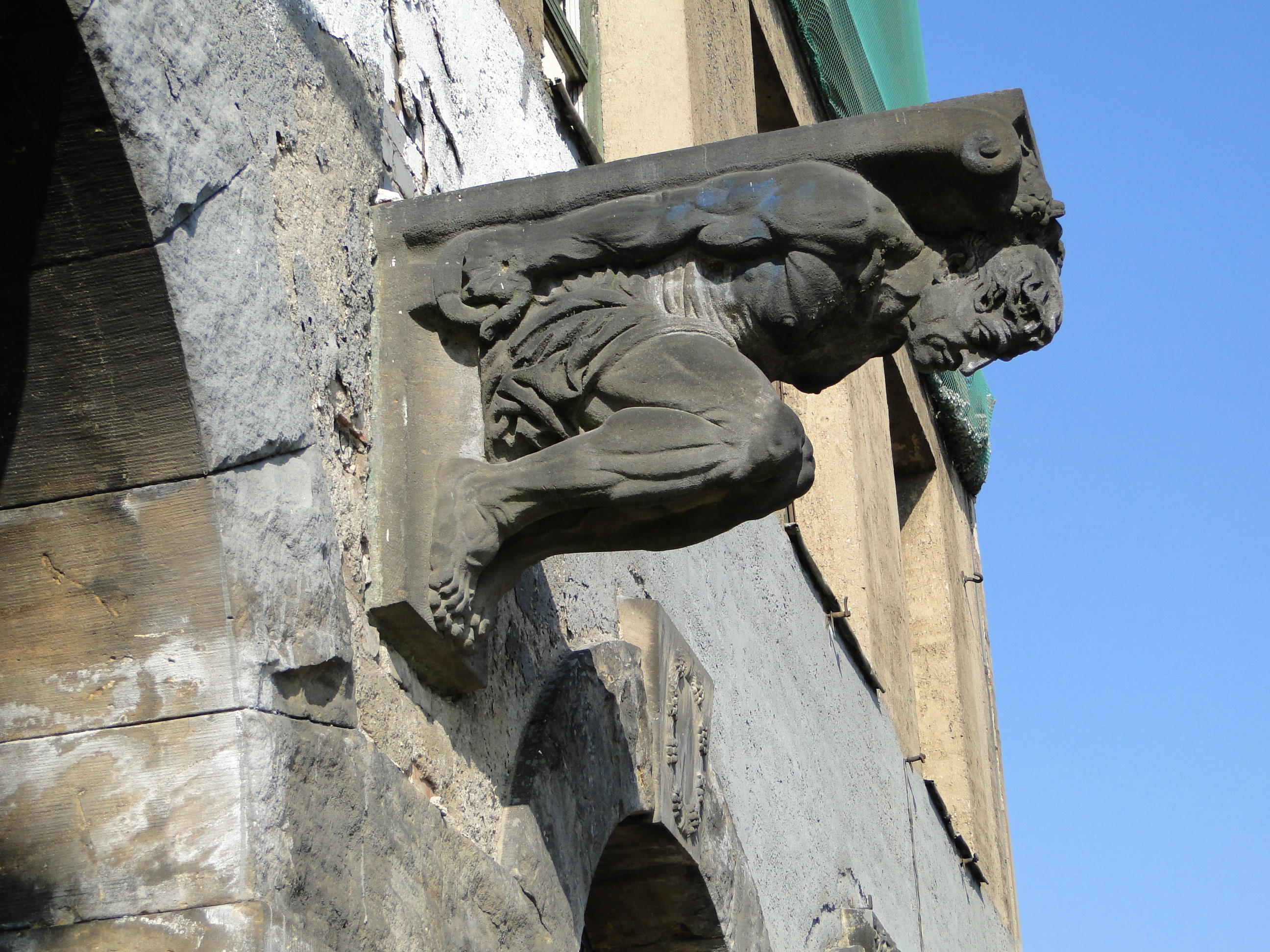
Dieser Atlant trug früher und seit der Sanierung wieder eine Laterne in Hausform.

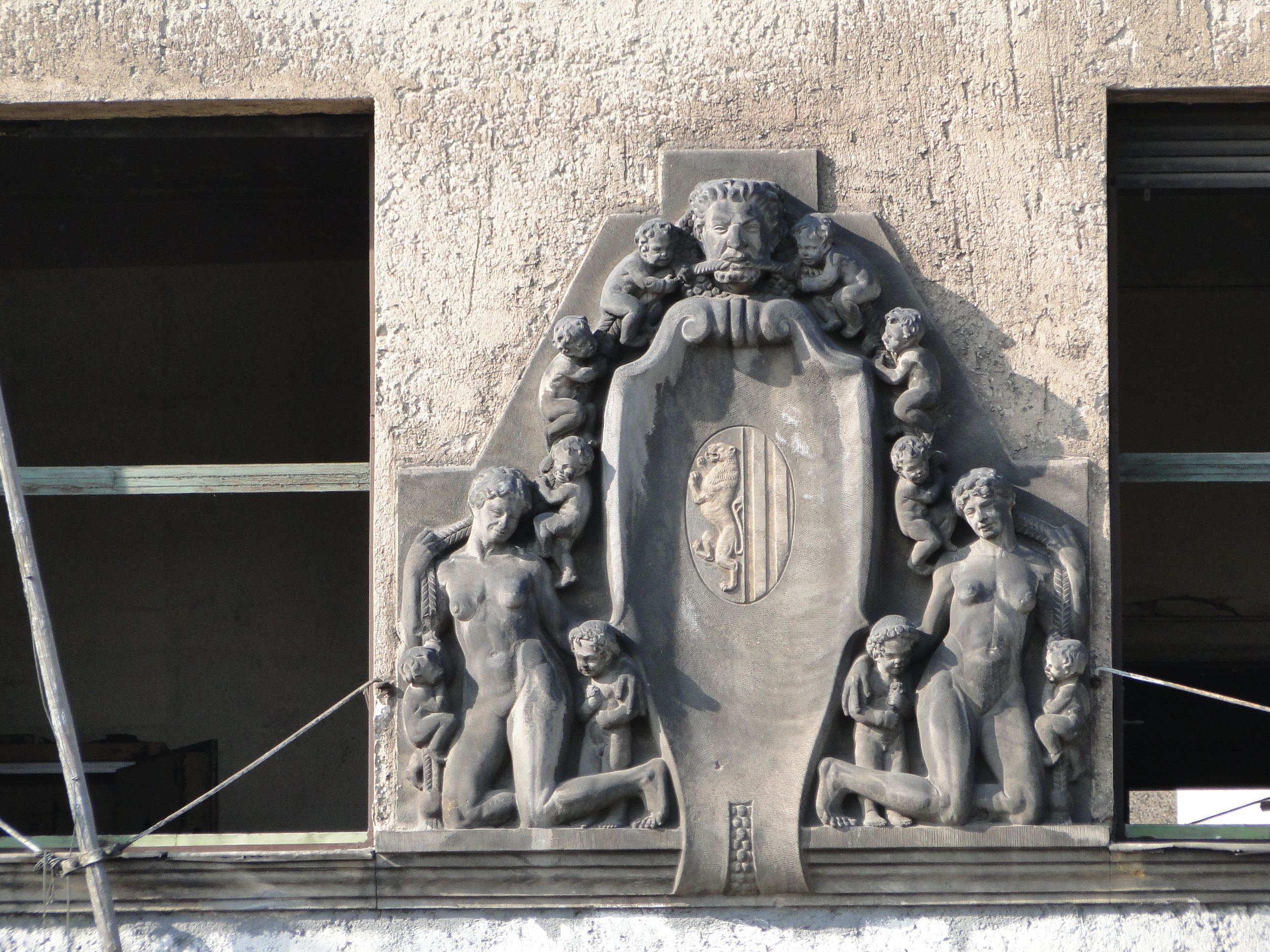
Relief von Georg Wrba

Das Haus besteht aus Erdgeschoss, drei Vollgeschossen und einem, seit der Sanierung zwei, ausgebauten Dachgeschossen. Die neun Fensterachsen sind zu drei Gruppen zusammengefasst, wobei die mittlere leicht zurückgesetzt ist, so dass die beiden äußeren den Eindruck zweier Seitenrisalite hervorriefen, die von hohen Zwerchgiebeln gekrönt wurden. Der linke Giebel war nach 1945 nicht erhalten und wurde bei der Sanierung wiederhergestellt.
Die Fassadengestaltung ist schlicht. Die straßenseitige Erdgeschossfassade wurde mit einer rustifizierten Quaderung ausgeführt, die acht Fenster und die in der vierten Achse von rechts gelegene Eingangstür sind rundbogig geschlossen, die Schlusssteine jeweils mit Ornamenten und naturalistischen Bildnisbüsten geschmückt. Rechts des Eingangs befindet sich in Höhe des Türbogens eine auf einer männlichen Karyatide ruhende, beschriftete Laterne in Form eines miniaturisierten einstöckigen Hauses mit Mansarddach, Dreiecksgauben und Dachreiter. Die ursprüngliche Beschriftung gab Aufschluss über die Funktion des Gebäudes als Polizeiwache.
Im ersten Obergeschoss findet sich an Stelle des mittleren Fensters eine von figürlichem Schmuck umgebene Kartusche. Das stark plastische Relief stellt zwei Mütter mit Kindern neben dem Dresdner Stadtwappen dar. Der Entwurf für dieses Wappenschild stammt von Georg Wrba, der auch die Laterne im Erdgeschoss gestaltete. Zwischen erstem und zweitem Obergeschoss befinden sich zwei Gesimse, die das Gebäude horizontal strukturieren. Beim unteren handelt es sich um ein Gurtgesims, während das obere als Brüstungsgesims ausgeführt wurde. Unterhalb der Fenster der Risalite befinden sich Brüstungsspiegel, die drei mittleren sind mit Blendbalustraden versehen. Zwischen den Fenstern der ersten und der zweiten Etage befinden sich in etwa quadratische Putzspiegel.
Vom zweiten Obergeschoss aufwärts sind die Seitenrisalite durch jeweils vier Lisenen zusätzlich vertikal gegliedert. Das Dachgesims, über dem die neun Fenster des voll ausgebauten Dachgeschosses verlaufen, wird in den mittleren drei Fensterachsen von konsolenartigen Kragsteinen unterfangen. Zwischen den beiden Zwerchhäusern befindet sich im Satteldach des Hauses noch eine lange Fledermausgaube.
Das kleine Hintergebäude war mit einem Ecktürmchen verziert.

## Nutzung

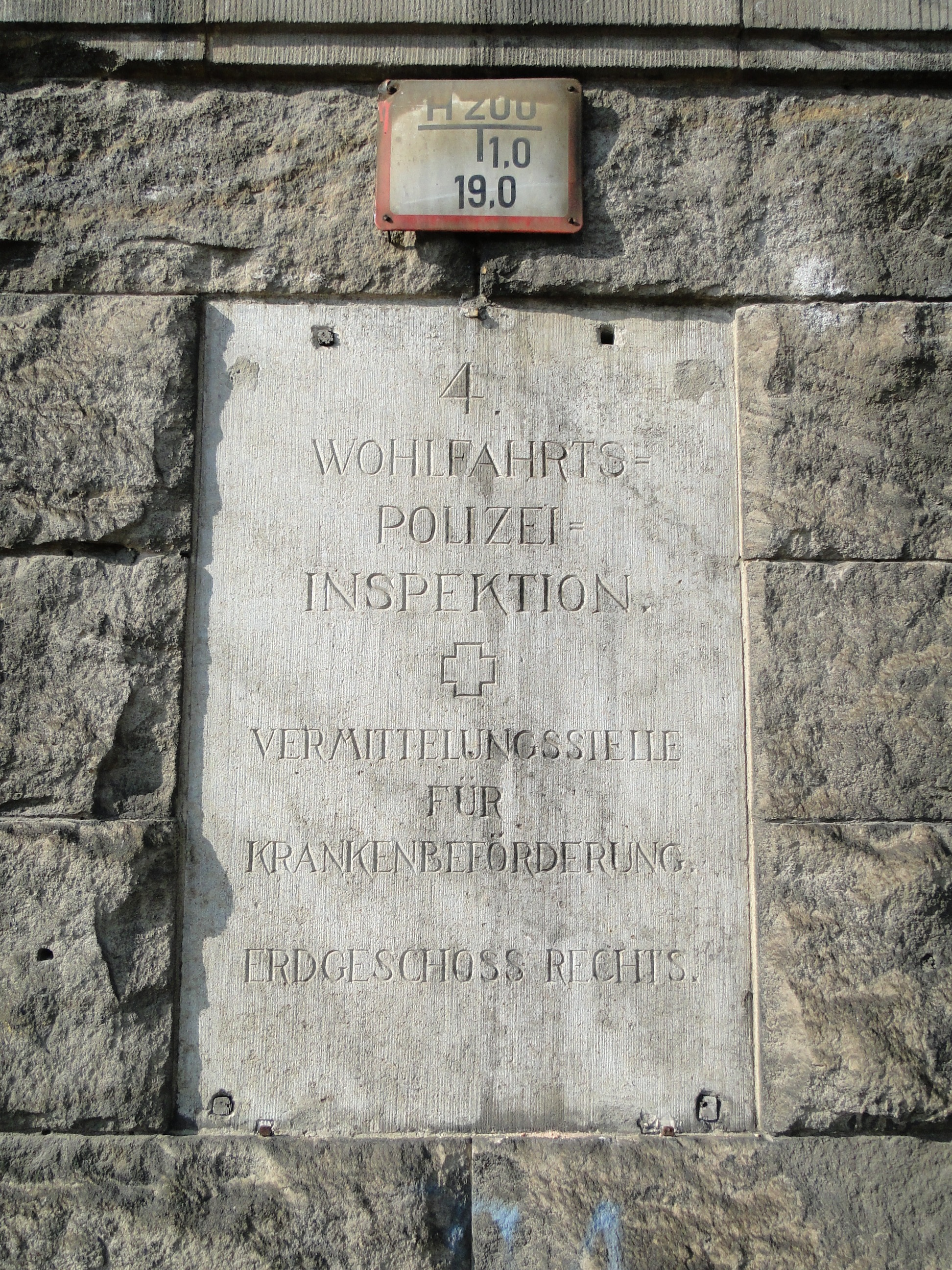
Hinweis auf ursprüngliche Nutzung im Erdgeschoss: Wohlfahrtspolizeiinspektion und Vermittlungsstelle für Krankenbeförderung

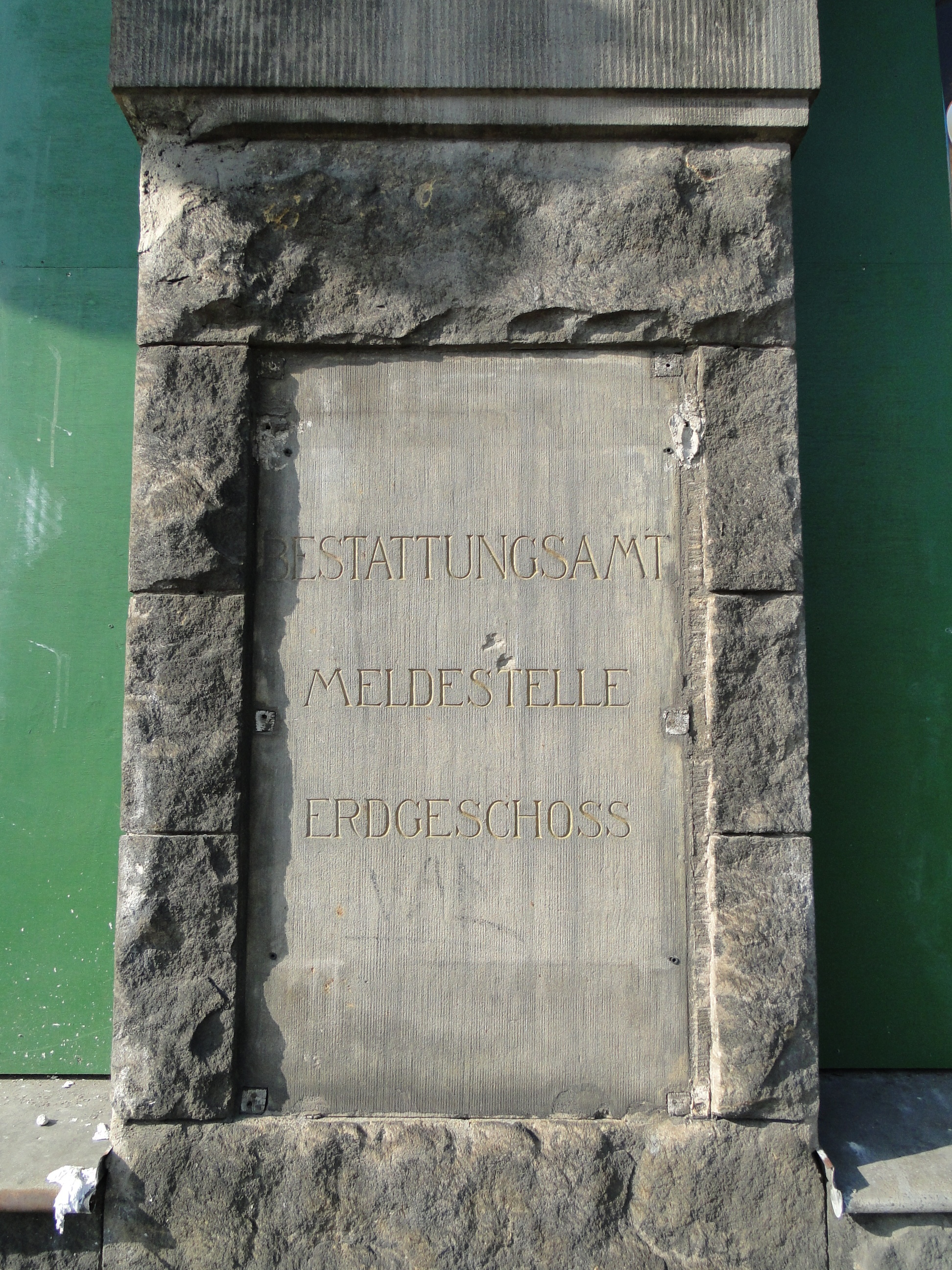
Hinweis auf ursprüngliche Nutzung im Erdgeschoss: Bestattungsamt und Meldestelle

Von seiner Fertigstellung an bis 1945 beherbergte das Gebäude die Wachen der Wohlfahrts- und der Sicherheitspolizei. Diese befanden sich im Erdgeschoss und ersten Obergeschoss. Außerdem war im Erdgeschoss eine Filiale der Städtischen Sparkasse untergebracht. In den oberen Stockwerken befanden sich Wohnungen. Im Hintergebäude waren die Büroräume für eine tiefbauamtliche Kanalreinigungsinspektion und eine betriebsamtliche Laternenwärterwache untergebracht.
Bei den Luftangriffen auf Dresden im Februar 1945 wurde das Haus beschädigt, der linke Giebel zerstört und später nicht wiederhergestellt. Nach dem Krieg wurden die Räume der Sparkassenfiliale durch eine Fleischverkaufsstelle des Konsums genutzt. In den Obergeschossen befanden sich weiterhin Wohnungen, außerdem die Büros des städtischen Bestattungsamtes sowie eine Arztpraxis.
Das Hinterhaus wurde 1985 wegen der Neubebauung der Schäferstraße abgerissen. Das Hauptgebäude musste wenig später aus baupolizeilichen Gründen gesperrt werden und stand bis zur Restaurierung leer. Die letzten Nutzer des Gebäudes waren die kommunale Wohnungsverwaltung sowie der Bezirksvorstand der Urania.
Das Stadthaus Friedrichstadt wurde Mitte der 1990er Jahre an private Investoren verkauft. Es wurde 2020 bis 2022 denkmalgerecht saniert, dabei wurde der linke Giebel wiederhergestellt und das zweite Dachgeschoss zur Nutzung ausgebaut. Das Haus gliedert sich in zwei Gewerbeeinheiten im Erdgeschoss, neun Wohnungen in den drei Hauptgeschossen und fünf Wohnungen in den beiden Dachgeschossen.